# Kim Gallagher

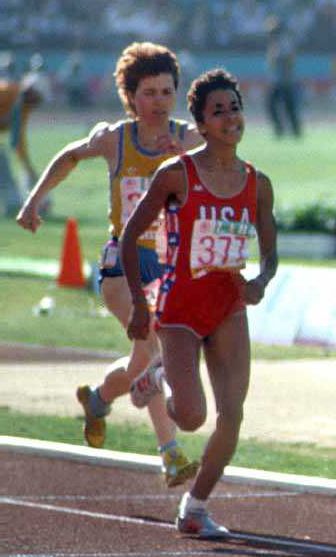
Fiţa Lovin con Kim Gallagher, Juegos Olímpicos de 1984.

Kim Ann Gallagher (n. Filadelfia; 11 de junio de 1964 - Oreland; 18 de noviembre de 2002) fue una atleta estadounidense especialista en carreras de media distancia. Participó en dos ediciones de los Juegos Olímpicos, ganando una medalla de plata en los 800 metros en Los Ángeles 1984 y otra de bronce en la misma distancia en Seúl 1988.

## Trayectoria
Su padre John era de origen irlandés y su madre Barbara afroamericana. Se crio en la localidad de Ambler, Pensilvania, y empezó a hacer atletismo con 7 años en el Larry Wilson's Ambler Olympic Club.
Empezó a destacar muy precozmente. En 1980, cuando solo tenía 16 años y aún estaba en su segundo año de instituto en el Upper Dublin High School, acabó 8º en las pruebas de clasificación de los 800 m para los Juegos Olímpicos de Moscú.
En 1981 se proclamó campeona de Estados Unidos de 1.500 metros en categoría júnior.
En 1982 logró la victoria en los 800 m de una competición denominada U.S. Olympic Festival con un tiempo de 2:00,07, récord de Estados Unidos en categoría júnior.
A finales de ese mismo año se matriculó en la Universidad de Arizona, pero a los pocos meses lo dejó para irse a Los Ángeles a entrenar bajo la dirección de Chuck Debus.
Pronto llegaron los éxitos. En 1984 se proclamó campeona de Estados Unidos en 800 y 1.500 metros, y finalizó 1.ª en las pruebas de clasificación para los Juegos Olímpicos de Los Ángeles en los 800 metros. Ya en los Juegos ganó la medalla de plata, solo superada por la rumana Doina Melinte.
Ya antes de los Juegos de Los Ángeles había tenido problemas de salud. Después su situación empeoró, y los médicos le diagnosticaron que tenía quistes en los ovarios. En los siguientes tres años no participó en ninguna competición importante. En 1987 se sometió a una operación quirúrgica y su salud mejoró bastante.
En 1988 consiguió clasificarse para competir en los Juegos Olímpicos de Seúl tanto en 800 como en 1.500 metros. Acabó 11.ª en la final de 1.500 m, y ganó la medalla de bronce en los 800 metros, donde quedó por detrás de las alemanas orientales Sigrun Wodars y Christine Wachtel. Además hizo la mejor marca de su vida con 1:56,91 Era su segunda medalla olímpica. 
Después de los Juegos de Seúl compitió muy pocas veces, aunque en 1992 participó en Nueva Orleans en las pruebas de clasificación para los Juegos Olímpicos de Barcelona. Sin embargo quedó muy lejos de las mejores y no pudo participar en los Juegos.
Falleció en 2002 con solo 38 años a causa de un cáncer de estómago que le fue diagnosticado en 1995. Estaba casada con John Corcoran y tenía una hija. El 19 de noviembre de 2005 fue incluida en el salón de la fama del atletismo en la Upper Dublin High School, donde ella había estudiado.
Kim Gallagher fue una de las mejores corredoras estadounidenses en pruebas de media distancia, y la única que ha ganado dos medallas olímpicas en los 800 metros. Su marca de 1:56,91 la colocan tercera en el ranking estadounidense de todos los tiempos en los 800 m, por detrás de Jearl Miles-Clark (1:56,40) y de Mary Decker (1:56,90).

## Resultados
- Campeonatos de EE.UU. de 1984 - 1.ª en 800 m (1:59,87), 1.ª en 1500 m (4:08,08)
- Olympic Trials para los Juegos de 1984 - 1.ª en 800 m (1:58,50)
- Juegos Olímpicos de Los Ángeles 1984 - 2.ª en 800 m (1:58,63)
- Olympic Trials para los Juegos de 1988 - 1.ª en 800 m (1:58,01), 3.ª en 1500 m (4:05,41)
- Juegos Olímpicos de Seúl 1988 - 3.ª en 800 m (1:56,91), 11.ª en 1500 m (4:16,25)

## Marcas personales
- 800 metros - 1:56,91 (Seúl, 26 Sep 1988)
- 1.500 metros - 4:03,29 (Westwood, 03 Sep 1988)